# Port lotniczy Alberto Carnevalli
Port lotniczy Alberto Carnevalli (IATA: MRD, ICAO: SVMD) – port lotniczy położony 3 km na południowy zachód od Mérida, w stanie Mérida, w Wenezueli.